# بنك القاهرة السعودي
بنك القاهرة السعودي بنك سعودي سابق، اندمج مع البنك السعودي التجاري المتحد في عام 1996. تحت اسم البنك السعودي المتحد، وبعد سنتين من ذلك استحوذ البنك السعودي الأمريكي والتي تعرف حالياً باسم مجموعة سامبا المالية على البنك السعودي المتحد.